# Funktionalistisk förklaring
Funktionalistisk förklaring (även Funktionell förklaring) är en slags förklaring som fokuserar på ett fenomens verkan, till skillnad från orsaksförklaringar som talar om fenomenets orsaker. Ett exempelområde där funktionalistiska förklaringar används är sjukdomar. Vid förklaring av vad exempelvis tyfus är talar man inte i första hand om vad som orsakar sjukdomen, utan vilken verkan den har, exempelvis förekomsten av fläckar.